# پرچین‌آبشش‌سانان
پرچین‌آبشش‌سانان (نام علمی: Stolidobranchia) نام یک زیرراسته از رده کوزه‌داران است.